# أليسون إليزابيث تايلور
أليسون إليزابيث تايلور (بالإنجليزية: Alison Elizabeth Taylor)‏ هي فنانة أمريكية، ولدت في 1973 في سلما في الولايات المتحدة.